# Юнгапоси
Юнгапо́си (чув. Юнкăпуç) — деревня в Моргаушском районе Чувашской Республики.  Входит в состав Юнгинского сельского поселения.

## География
Находится в северо-западной части Чувашии, на расстоянии приблизительно 9 км на северо-запад по прямой от районного центра села Моргауши у автомагистрали М-7.

## История
Известна с 1795 года как выселок деревни Большая Юнга, Ядрина тож (ныне в составе села Юнга) с 17 дворами. В 1858 году было отмечено 165 жителей, в 1906 – 63 двора и 324 жителя, в 1926 – 78 дворов и 377 жителей, в 1939 – 376 жителей, в 1979 – 274. В 2002 году было 96 дворов, в 2010 – 79 домохозяйств.  В 1930 году был образован колхоз «Юнга-Пось», в 2010 действовало ООО «ВаСин».

## Население
Постоянное население составляло 278 человек (чуваши 96%) в 2002 году, 236 в 2010.